# فرانك كونيف (ممثل)
فرانك كونيف (بالإنجليزية: Frank Conniff)‏ هو كاتب سيناريو وممثل أمريكي، ولد في 30 أغسطس 1956 في نيويورك في الولايات المتحدة.

## وصلات خارجية
- فرانك كونيف على موقع IMDb (الإنجليزية)
- فرانك كونيف على موقع ألو سيني (الفرنسية)
- فرانك كونيف على موقع أول موفي (الإنجليزية)
- فرانك كونيف على موقع ديسكوغز (الإنجليزية)
- فرانك كونيف على موقع قاعدة بيانات الفيلم (الإنجليزية)
- فرانك كونيف على موقع كينوبويسك (الروسية)